# (31679) Glenngrimmett
1999 JJ19 (asteroide 31679) é um asteroide da cintura principal. Possui uma excentricidade de 0.08203660 e uma inclinação de 5.13376º.
Este asteroide foi descoberto no dia 10 de maio de 1999 por LINEAR em Socorro.